# Sebastian Pircher
Sebastian Pircher (* 1976 in Düsseldorf) ist ein deutscher Kameramann, Videodesigner und Schauspieler.

## Leben und Werk
Pircher studierte Film- und Fernsehwissenschaften, Amerikanistik sowie Literaturwissenschaft an der Ruhr-Universität Bochum. Seit 1999 arbeitet er als Videodesigner für renommierte Bühnen des deutschsprachigen Raumes, u. a. am Schauspiel Köln, Schauspielhaus Düsseldorf, Schauspielhaus Bochum, dem Deutschen Theater Berlin, dem Schauspiel Frankfurt, dem Theater Basel und dem Schauspielhaus Zürich. 2009 wurde er erstmals von den Salzburger Festspielen verpflichtet, 2011 erstmals ans Wiener Burgtheater engagiert.
Er arbeitet überwiegend mit den Regisseuren Katie Mitchell, Anna Bergmann und Antú Romero Nunes zusammen. Mitchell und Romero Nunes setzten Pircher in ihren Inszenierungen fallweise auch als Schauspieler ein.
Der Künstler wurde dreimal zum Berliner Theatertreffen eingeladen – 2009 mit Franz Xaver Kroetz’ Wunschkonzert in einer Inszenierung Katie Mitchells am Schauspiel Köln, 2011 mit Arthur Millers Tod eines Handlungsreisenden in der Regie von Stefan Pucher am Schauspielhaus Zürich und 2019 mit Persona in der Regie von Anna Bergmann.

## Wichtige Theaterproduktionen

### Mit der Regisseurin Katie Mitchell
- 2008 Wunschkonzert – Schauspiel Köln, im Folgejahr auch beim Berliner Theatertreffen
- 2009 Al Gran Sole Carico d’Amore – Salzburger Festspiele, 2012 auch an der Staatsoper Unter den Linden, Berlin
- 2011 Die Wellen – Schauspiel Köln, auch als Schauspieler
- 2014 Wunschloses Unglück – Burgtheater Wien (Kasino am Schwarzenbergplatz)
- 2014 Forbidden Zone – Salzburger Festspiele, danach auch an der Schaubühne am Lehniner Platz, Berlin
- 2015 Reisende auf einem Bein – Schauspielhaus Hamburg
- 2018 La Maladie de la Mort – Théâtre des Bouffes du Nord, Paris
- 2019 Orlando – Schaubühne Berlin

### Mit dem Regisseur Antú Romero Nunes
- 2010 Sinn – Schauspiel Essen
- 2010 "Peer Gynt" – Schauspiel Frankfurt
- 2011 Merlin – Thalia Theater Hamburg
- 2012 Solaris – Schauspielhaus Zürich, auch als Schauspieler
- 2012 Einige Nachrichten an das All von Wolfram Lotz (ÖE) – Burgtheater Wien (Akademietheater)
- 2013 "Peer Gynt" – Schauspielhaus Zürich

### Mit der Regisseurin Anna Bergmann
- 2011 Anna Karenina – Staatstheater Oldenburg
- 2011 Die Froschfotzenlederfabrik (Uraufführung) – Burgtheater Wien (Kasino am Schwarzenbergplatz)
- 2012 Der Freischütz – Stadttheater Klagenfurt
- 2013 Nora – Malmö Stadsteater
- 2013 Die Frau vom Meer – Burgtheater Wien (Akademietheater)
- 2015 "La Bohème" – Staatstheater Karlsruhe

### Als Regisseur
- 2010 Der Mann, der nicht da war. Das Karl May-Problem von Axel von Ernst (Uraufführung) – Prinz-Regent-Theater Bochum, mit dem Bochumer/Kölner Videokollektivs impulskontrolle